# Rinascimenti medievali
Per rinascimenti medievali si intendono alcuni periodi della storia europea risalenti al medioevo caratterizzati da una significativa rinascita culturale su larga scala. Gli studiosi, essenzialmente, individuano tre rinascimenti medievali: il rinascimento carolingio (VIII-IX secolo), il rinascimento ottoniano (X secolo) e il rinascimento del XII secolo. Più controversa e non universalmente accettata vi è, infine, una ulteriore rinascita dell'anno Mille.
Il termine "rinascimento medievale" è stato utilizzato da molti medievalisti sin dal XIX secolo, in  analogia con il concetto storiografico di rinascimento (inteso come quello iniziato nel XV secolo). Alla sua introduzione, tale concetto, venne considerato innovativo poiché rompeva con la tradizionale ottocentesca visione del medioevo che lo voleva descrivere come un periodo oscuro. Tuttavia, agli inizi del XXI secolo, l'esistenza di tali periodi di "rinascimento" è ancora oggetto di numerosi dibattiti e critiche che riguardano in particolare la loro effettiva portata.

## Storia del concetto

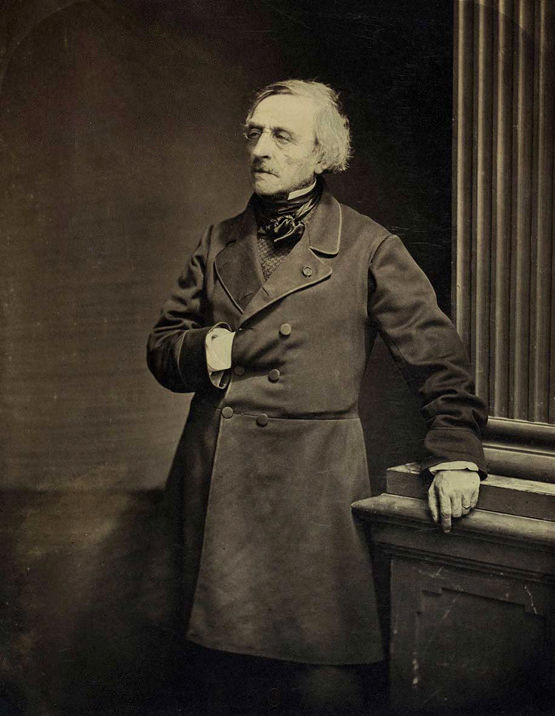
Jean-Jacques Ampère il primo a parlare di "rinascimento" nel contesto del medioevo.

L'uso del termine "rinascimento" nel contesto della storia medievale compare per la prima volta nel XIX secolo con la nascita della medievalistica. Fu Jean-Jacques Ampère ad utilizzarlo per la prima volta negli anni 1830, parlando di un rinascimento carolingio e di un rinascimento del XII secolo. Con tale definizione, Ampère andò contro la, allora, maggioritaria visione del Medioevo come periodo culturalmente retrogrado, sostenuta in particolare da Jules Michelet. Ma il concetto proposto da Ampère (che era più un filologo che uno storico), nonostante sia stato talvolta utilizzato anche da altri autori ottocenteschi,3 venne ripreso dagli storici solo a partire dagli anni 1920.
Erna Patzelt riprese tale impostazione nel 1924 per descrivere l'era carolingia, Hans Naumann la utilizzò nel 1927 per il periodo ottoniano e nel 1927 Charles Haskins pubblicò la sua opera più nota: Il Rinascimento del XII secolo. Al 2020 la maggior parte degli storici individuano tre rinascimenti medievali: nell'VII, nel X e nel XII secolo, mentre più controversa è il riconoscimento di un rinascimento anche nell'anno Mille. Al di là dei tre periodi considerati, il termine "rinascimento" godette successivamente di un notevole successo tra molti medievalisti in relazione a varie epoche, anche per l'età antica come l'idea di una rinascita in epoca costantiniana o per il periodo macedone dell'impero bizantino.

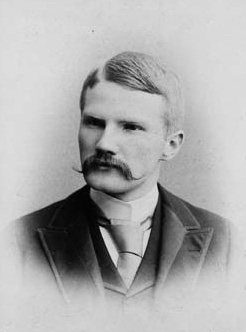
Charles Haskins pubblicò nel 1927 Il Rinascimento del XII secolo

Tuttavia, gli storici sottolineano di come sia opportuno moderare i confronti tra i vari periodi di rinascita nel Medioevo e il rinascimento del XV e XVI secolo essendo i primi privi, forse ad esclusione solo di quello del XII secolo, di quella crescita generalizzata e coerente in grado di produrre una vasta trasformazione economica e sociale di tutto l'Occidente.  Inoltre, i fenomeni medievali descritti non condividono lo stesso sviluppo altamente secolarizzato che ha caratterizzato l'umanesimo del XVI secolo.
Il termine rinascimento, non avendo un equivalente in lingua latina, può essere paragonato a quello di renovatio utilizzato al tempo  ma questo non può essere disgiunto dal concetto di riformatio della Chiesa e della società cristiana. Pertanto, i rinascimenti medievali devono essere collocati nei vari processi di mutamento religioso frequenti nel tempo e in particolare in quello dell'XI secolo. Infine, i rinascimenti medievali, che videro uno dopo l'altro il rafforzamento delle istituzioni scolastiche e del mondo delle scuole monastiche ed episcopali, si distinsero dal Rinascimento del XV e XVI secolo per il quale si osservò la rottura tra scienza e insegnamento.